# Georg Stollenwerk
Georg „Schorsch“ Stollenwerk (* 19. Dezember 1930 in Düren; † 30. April 2014 in Köln) war ein deutscher Fußballspieler und -trainer. Der auf allen Positionen einsetzbare Allroundfußballer brachte es von 1951 bis 1960 in der deutschen Nationalmannschaft auf 23 Länderspieleinsätze mit zwei Toren. Er war Mitglied der DFB-Elf bei der Weltmeisterschaft 1958 in Schweden, als die Herberger-Schützlinge den vierten Platz erreichten. Mit der Amateurnationalmannschaft belegte er bei den Olympischen Spielen 1952 in Helsinki den vierten Rang und als Aktiver des 1. FC Köln gewann er fünf Mal die westdeutsche Meisterschaft in der alten erstklassigen Fußball-Oberliga West, sowie als Höhepunkt 1962 die deutsche Meisterschaft.

## Laufbahn

### Spieler in Düren, bis 1953
Georg Stollenwerk war das mittlere von drei Kindern. Sein Vater „Schorsch“ Stollenwerk spielte beim VfJuV (Verein für Jugend- und Volksspiele 1896) Düren und gewann als Repräsentativspieler von Westdeutschland 1919/20 das Finale um den Bundespokal. Sohn Georg wurde bereits als Zehnjähriger von einem Nationalspieler getrimmt – von dem Bayern Jakob Streitle, der während seiner Soldatenzeit die Jugend- und Schülermannschaften der SG Düren 99 im Jahr 1940 betreute. Stollenwerk verließ das naturwissenschaftliche Gymnasium und begann in einer Eisenwarenhandlung seine kaufmännische Ausbildung. Die fußballerischen Etappen in der Jugend und die Anfänge im Seniorenbereich durchlief der talentierte Nachwuchsspieler bei der SG Düren 99. Nach dem Zweiten Weltkrieg spielte er 1948/49 mit den Rot-Schwarzen aus der zwischen Köln und Aachen gelegenen Papier- und Textilstadt in der Rheinbezirksliga, gewann mit der SG 1949/50 in der Landesliga Mittelrhein die Meisterschaft und stieg damit in die 2. Liga West auf.
Von 1950/51 bis 1952/53 bestritt er mit Düren insgesamt 74 Rundenspiele im Unterbau der Fußball-Oberliga West und erzielte 14 Tore. Die ersten zwei Spielzeiten fanden noch in einer zweigeteilten Liga statt, in der dritten Saison, 1952/53, in der erstmals eingleisigen 2. Liga. In das Sichtfeld von Bundestrainer Sepp Herberger spielte er sich in der Saison 1951/52. Düren belegte im zweiten Jahr in der 2. Liga den siebten Rang und Stollenwerk hatte in 28 Einsätzen sechs Tore erzielt. Der Deutsche Fußball-Bund (DFB) führte als Ergänzung zum Ausbau des Spielerstammes für die Nationalmannschaft ein B-Team ein und stellte für die Olympischen Sommerspiele 1952 in Helsinki eine Amateurnationalmannschaft zusammen. Nach diversen Sichtungskursen debütierte Stollenwerk am 22. September 1951 in einem DFB-Team. Er absolvierte in der B-Nationalmannschaft auf Halbrechts das Länderspiel in Augsburg gegen Österreich. Drei Monate später brachte Herberger den damaligen Offensivspieler der SG Düren sogar in der A-Nationalmannschaft zum Einsatz. Von Beginn der Länderspielgeschichte der Amateurnationalmannschaft – das Debütspiel fand am 14. Mai 1952 in Düsseldorf gegen Großbritannien statt – gehörte Stollenwerk dieser in den Anfangsjahren von Bundestrainer Herberger betreuten Mannschaft an und nahm auch vom 20. Juli bis 1. August 1952 mit dieser Auswahl an dem olympischen Fußballturnier in Helsinki teil. Als er zur Saison 1953/54 zum 1. FC Köln in die Fußball-Oberliga West wechselte, hatte er bereits für Düren 99 vier A-, zwei B- und neun Amateurländerspiele absolviert und galt neben dem Bremer Willi Schröder und dem Siegener Herbert Schäfer als einer der hoffnungsvollsten und begehrtesten deutschen Nachwuchsfußballer. Da er sich aber dem Wunsch des Bundestrainers verschloss, sich dem Fritz-Walter-Club 1. FC Kaiserslautern anzuschließen, musste er infolge seines von Herberger als falsch empfundenen Wechsels in der Nationalmannschaft eine dreijährige Durststrecke, inklusive der Nichtteilnahme an der Weltmeisterschaft 1954, durchstehen und wurde erst wieder am 18. Dezember 1955 in den Kreis der Nationalmannschaft aufgenommen.

### Spieler in Köln, 1953 bis 1964
Stollenwerk debütierte am Starttag der Saison 1953/54, dem 9. August 1953, beim Heimspiel seines neuen Vereins gegen den STV Horst-Emscher in der Oberliga West. Er wurde beim 4:0-Erfolg auf der rechten Außenläuferposition eingesetzt. Sein erstes Ausrufezeichen setzte er vierzehn Tage später. Beim 3:3-Unentschieden bei Bayer Leverkusen zeichnete sich der Halbrechte als dreifacher Torschütze aus und war damit sowohl in der Mannschaft akzeptiert wie auch fußballerisch in der Domstadt angekommen. Der Kampf um die Meisterschaft entwickelte sich in der ersten Oberligasaison von Stollenwerk zu einem Dreikampf zwischen dem 1. FC Köln, dem FC Schalke 04 und Rot-Weiss Essen. Nach dem vorletzten Spieltag, dem 4. April 1954, führten Köln und Schalke punktgleich mit 39:19 Zählern mit einem Punkt Vorsprung vor Essen die Tabelle an. Am Schlusstag, dem 11. April, entschied RWE das unmittelbare Duell gegen Schalke mit 4:2 Toren. Köln gewann in der 89. Minute mit 2:1 beim SV Sodingen und damit die Westmeisterschaft, was auch den Einzug in die Endrunde um die deutsche Meisterschaft bedeutete. „Schorsch“ Stollenwerk hatte in 29 Saisonspielen 13 Tore erzielt.
Bereits am folgenden Wochenende fand das DFB-Pokalfinale in Ludwigshafen gegen den VfB Stuttgart statt. Mit zwei Toren von Stollenwerk hatte sich Köln zuvor im Halbfinale gegen den Hamburger SV beim 3:1-Sieg nach Verlängerung durchgesetzt. Die Stuttgarter unter Trainer Georg Wurzer entschieden das Pokalfinale in der Verlängerung mit 1:0 für sich und Stollenwerk und Kollegen zogen mit diesem Negativerlebnis in die Endrunde. Gegner waren in der durch das WM-Turnier verkürzten Gruppenphase Eintracht Frankfurt und der 1. FC Kaiserslautern. Nach dem Startspiel mit einem 3:2-Sieg gegen Frankfurt, mit wiederum zwei Stollenwerk-Treffern, brachte das zweite Gruppenspiel am 16. Mai in Stuttgart gegen den 1. FC Kaiserslautern die Entscheidung darüber, wer in das Endspiel einziehen sollte. Mit seinen Mannschaftskameraden Frans de Munck, Paul Mebus, Josef Röhrig, Herbert Dörner und Hans Schäfer verlor der auf Halbrechts stürmende Torschütze Stollenwerk das Spiel mit 3:4 Toren und scheiterte damit knapp am Finaleinzug. In seinem ersten Jahr beim 1. FC Köln hatte er in allen drei Wettbewerben – der Oberligarunde West, dem DFB-Pokal und der Endrunde um die deutsche Meisterschaft – erfolgreich agiert, nur reichte es damit aber zu keinem Platz im Aufgebot der Nationalmannschaft für die Weltmeisterschaft in der Schweiz.
Nach zwei Jahren im vorderen Mittelfeld (1955 und 1956 jeweils der 7. Tabellenplatz) kletterte der in der Vorrunde als Außenläufer und in der Rückrunde überwiegend als Mittelläufer auflaufende Stollenwerk mit der „Geißbockelf“ in der Saison 1956/57, in der er 31 Spiele bestritt, auf den dritten Rang in der Oberliga. In den letzten sechs Runden des alten erstklassigen Oberligasystems, 1957/58 bis 1962/63, dominierte der 1. FC Köln mit zwei Vizemeisterschaften (1958 und 1959) sowie vier Meisterschaften von 1960 bis 1963 die Liga. Auf der Stammposition des rechten Verteidigers agierte der schlagsichere, schnelle, geistesgegenwärtige und für damalige Verhältnisse überdurchschnittlich technisch beschlagene Stollenwerk beim 1. FC Köln erst nach dem Weltmeisterschaftsturnier 1958 in Schweden. Er konnte auf allen Positionen überdurchschnittliche Leistungen für seine Mannschaft abliefern.
Der erste Einzug in das Finale um die deutsche Meisterschaft erreichten die „Geißböcke“ in der Endrunde 1960. In der Gruppenphase setzten sie sich gegen Werder Bremen, Tasmania 1900 Berlin und den FK Pirmasens durch. „Schorsch“ Stollenwerk – in der Oberliga hatte er noch alle 30 Spiele bestritten – konnte dabei durch die Nachwirkungen einer Blinddarmoperation kein Spiel absolvieren. Der Vereinsvorsitzende Franz Kremer setzte schließlich sein Mitwirken im Finale am 25. Juni 1960 in Frankfurt am Main gegen den Hamburger SV durch. Der unverbrauchte Elan der HSV-Offensive um Uwe Seeler, Klaus Stürmer und Gert Dörfel setzte sich gegen die Erfahrung der Kölner Routiniers wie Stollenwerk, Josef Röhrig, Helmut Rahn und Hans Schäfer beim 3:2-Erfolg der Norddeutschen durch.
Die letzte Runde als Stammspieler absolvierte der Ex-Nationalspieler – er hatte am 23. März 1960 sein 23. und letztes Länderspiel in der Nationalmannschaft bestritten –, in der Saison 1960/61, in der er in 27 Spielen beim Gewinn der erneuten Meisterschaft in der Oberliga West aktiv war. In der Endrunde 1961 lief er in allen sechs Partien gegen Werder Bremen, den 1. FC Nürnberg und Hertha BSC auf. Köln belegte aber nur den dritten Rang. In den letzten zwei Runden der alten Oberliga-Ära, 1961/62 (12 Spiele) und 1962/63 (7 Spiele), kam er nur noch insgesamt in 19 Spielen zum Einsatz. Das Verteidigerpaar bildeten jetzt Fritz Pott und Karl-Heinz Schnellinger. Als der 1. FC Köln am 12. Mai 1962 in Berlin mit einem überzeugenden 4:0-Erfolg gegen Titelverteidiger 1. FC Nürnberg erstmals den Titel des deutschen Fußballmeisters erringen konnte, hatte Stollenwerk in der Endrunde nur noch beim 3:1-Erfolg gegen Eintracht Frankfurt mitgewirkt. Mit dem 239. Oberligaspiel (41 Tore) am 11. Mai 1963 – es war gleichzeitig das letzte Spiel der erstklassigen alten Oberliga – verabschiedete sich „Schorsch“ Stollenwerk als aktiver Ligaspieler des 1. FC Köln. Symptomatisch für seine Allrounderqualitäten – im westdeutschen Pokal hatte er am 28. Dezember 1958 beim Spiel gegen den VfL Köln 99 zwischen den Pfosten gestanden, nachdem sich Torhüter Günther Klemm verletzt hatte –, nicht als rechter Verteidiger, sondern beim 4:0-Erfolg gegen Hamborn 07 auf Rechtsaußen. In der Endrunde 1963 war er nicht mehr aktiv im Einsatz. Insgesamt hat er von 1954 bis 1962 für Köln 14 Spiele um die deutsche Meisterschaft absolviert und drei Tore erzielt.
Im Startjahr der Fußball-Bundesliga, 1963/64, gehörte er zwar noch dem Spielerkader an, kam aber beim überlegen herausgespielten Meisterschaftsgewinn der Kölner nicht mehr zum Einsatz. Im Messepokal 1963/64 bestritt er dagegen in der ersten Runde gegen KAA Gent (3:1/1:1) im September 1963 noch zwei Pflichtspiele.
Von 2009 bis 2011 trug eine Reservemannschaft des 1. FC Köln seinen Namen – die Stollenwerkelf.
Erfolge
- Deutscher Meister: 1962
- Westdeutscher Meister: 1954, 1960, 1961, 1962, 1963
- Deutscher Vizemeister: 1960
- DFB-Pokalfinale: 1954

### Auswahlberufungen, 1951 bis 1960
Mit internationalen Berufungen in DFB-Auswahlteams begann es für Stollenwerk im Alter von 20 Jahren, als Spieler der SG Düren 99 aus der 2. Liga West. Nach zwei Berufungen in die B-Elf debütierte der junge Offensivspieler unter Bundestrainer Sepp Herberger, vier Tage nach seinem 21. Geburtstag, am 23. Dezember 1951 in Essen, beim Länderspiel gegen Luxemburg in der A-Nationalmannschaft. Der Angriff der deutschen Mannschaft beim 4:1-Erfolg setzte sich aus Helmut Rahn, Stollenwerk, dem zweiten Debütanten Willi Schröder, Fritz Walter und Bernhard Termath zusammen. Als Stollenwerk durch seine Einwechslung in der 43. Minute am 4. Mai 1952 in Köln beim Länderspiel gegen Irland sein drittes A-Länderspiel bestritt, verabschiedete sich sein einstiger Jugendtrainer Jakob Streitle mit seinem 15. Länderspiel aus der Nationalmannschaft. Da Stollenwerk in seiner Zeit in Düren nicht als Vertragsfußballer aktiv war, wurde er für den Bundestrainer zu einer festen Größe beim Aufbau der neu installierten Amateurnationalmannschaft im Hinblick auf die Olympischen Spiele 1952 in Helsinki. Vom 14. Mai 1952 bis zum 13. Juni 1953 stand er in den ersten neun von der DFB-Amateurelf in diesem Zeitraum ausgetragenen Länderspielen auf dem Platz. Er gehörte zu den Leistungsträgern der Olympiaelf von 1952, die überraschend in den Kampf um die olympischen Medaillen eingreifen konnten. Der vierte Rang hinter Ungarn, Jugoslawien und Schweden erwies sich in der Geschichte der DFB-Amateurnationalmannschaft als beste Platzierung bis zur Auflösung dieser Auswahl im Jahr 1979.
Zwischen seinem vierten A-Länderspiel – am 5. Oktober 1952 in Paris gegen Frankreich – und seinem fünften Einsatz in der Nationalmannschaft – 18. Dezember 1955 in Rom gegen Italien –, lag dann aber eine dreijährige Pause. Aufgrund seiner Leistung beim 1. FC Köln in der Oberliga West, in der Endrunde sowie auch im DFB-Pokal, kann das nicht nachvollzogen werden. Sicherlich spielte dabei sein vom Bundestrainer favorisierter von Stollenwerk aber nicht vollzogener Wechsel zum 1. FC Kaiserslautern eine wesentlichere Rolle.
Ab dem 22. Dezember 1957, dem Länderspiel in Hannover gegen Ungarn, gehörte er aber dann dem Spielerstamm an, auf welchen der Bundestrainer im Hinblick auf das WM-Turnier 1958 in Schweden setzte. Nach dem Härtetest des abschließenden Lehrgangs vom 12. bis 24. Mai in München-Grünwald gehörte Stollenwerk dann auch dem endgültigen Kader für die WM in Schweden an. In Malmö, Hälsingborg und Göteborg absolvierte er im Juni alle sechs Turnierspiele der deutschen Mannschaft. Er bildete zusammen mit Torhüter Fritz Herkenrath, dem Verteidigerkollegen Erich Juskowiak und der Standardläuferreihe Horst Eckel, Herbert Erhardt und Horst Szymaniak in den Spielen gegen Argentinien, Tschechoslowakei, Nordirland, Jugoslawien, Schweden und Frankreich die defensive Grundlage des überzeugenden Auftritts des Überraschungsweltmeisters der WM vier Jahre zuvor. Insbesondere im Viertelfinalspiel am 19. Juni gegen Jugoslawien überzeugten Stollenwerk und seine Defensiv-Kollegen beim 1:0-Erfolg.
Sein 23. und letztes Länderspiel absolvierte der Kölner am 23. März 1960 in Stuttgart beim Freundschaftsspiel gegen den nächsten WM-Gastgeber Chile. Beim 2:1-Erfolg bildete er zusammen mit seinem Vereinskollegen Karl-Heinz Schnellinger das Verteidigerpaar und mit Leo Wilden debütierte gleichzeitig der Kölner Mittelläufer in der Nationalmannschaft.
Erfolge
- 1952: Vierter bei den Olympischen Spielen in Helsinki
- 1958: Vierter bei der Weltmeisterschaft in Schweden

### Trainer
Stollenwerk, der bereits 1958 sein Examen als Fußball-Lehrer an der Deutschen Sporthochschule Köln abgelegt hatte, trainierte von 1963 bis 1966, anfangs selbst noch dem Spielerkader angehörig, die Reserve der Lizenzspielermannschaft, die sogenannte „Stollenwerk-Elf“. Anschließend übernahm er bis 1969 die Amateure des FC, mit denen er in den Jahren 1967 und 1968 die Meisterschaft in der Amateurliga Mittelrhein gewann. Georg Knöpfle, der Technische Direktor des Hamburger SV, bemühte sich in dieser Zeit vergeblich darum, Stollenwerk den Job des HSV-Trainers schmackhaft zu machen.
Zwar ging Stollenwerk als Trainer in die Bundesliga, aber zur Saison 1969/70 als Nachfolger von Michael Pfeiffer zum Vizemeister Alemannia Aachen. Bereits am 16. Dezember 1969 – Aachen stand nach dem 16. Spieltag mit 11:21 Punkten auf dem 17. Rang – wurde der Vertrag aufgelöst und er durch Willibert Weth abgelöst.
Stollenwerk übernahm 1970 den Amateurverein TuS 08 Langerwehe und führte ihn 1973 in die Amateurliga Mittelrhein. Von Januar bis Juni 1976 arbeitete er nochmals in der Bundesliga: er trainierte als Nachfolger des entlassenen Zlatko Čajkovski die Bundesligamannschaft des 1. FC Köln und führte die Mannschaft zum Abschluss der Saison 1975/76 auf den vierten Tabellenplatz. Stollenwerk, inzwischen Inhaber einer Papier- und Kartonagengroßhandlung, übergab zur Saison 1976/77 das Traineramt an Hennes Weisweiler.